# Josué Guébo
Pour les articles homonymes, voir Guébo.
Œuvres principales
- L'or n'a jamais été un métal (2009)
- Carnet de doute (2011)
- Mon pays, ce soir (2011)
- Songe à Lampedusa (2014)
- Aux chemins de Babo Naki (2016)

Compléments
- 6e Président de l'AECI (2011-2016)

Josué Yoroba Guébo ou Josué Guébo né le 21 juillet 1972 à Abidjan, en Côte d'Ivoire, est un homme de lettres et universitaire ivoirien. Figure contemporaine de la poésie africaine, il est également nouvelliste, dramaturge, essayiste et auteur de livres de jeunesse. Sixième président de l'Association des écrivains de Côte d’Ivoire (AECI), il est récipiendaire du Grand prix Bernard Dadié, du Prix Tchicaya U Tam'si pour la poésie africaine et du Prix Jeanne de Cavally pour la Littérature enfantine.
Josué Guébo est initiateur et président de la Société ivoirienne de transhumanisme (Sivot).

## Biographie

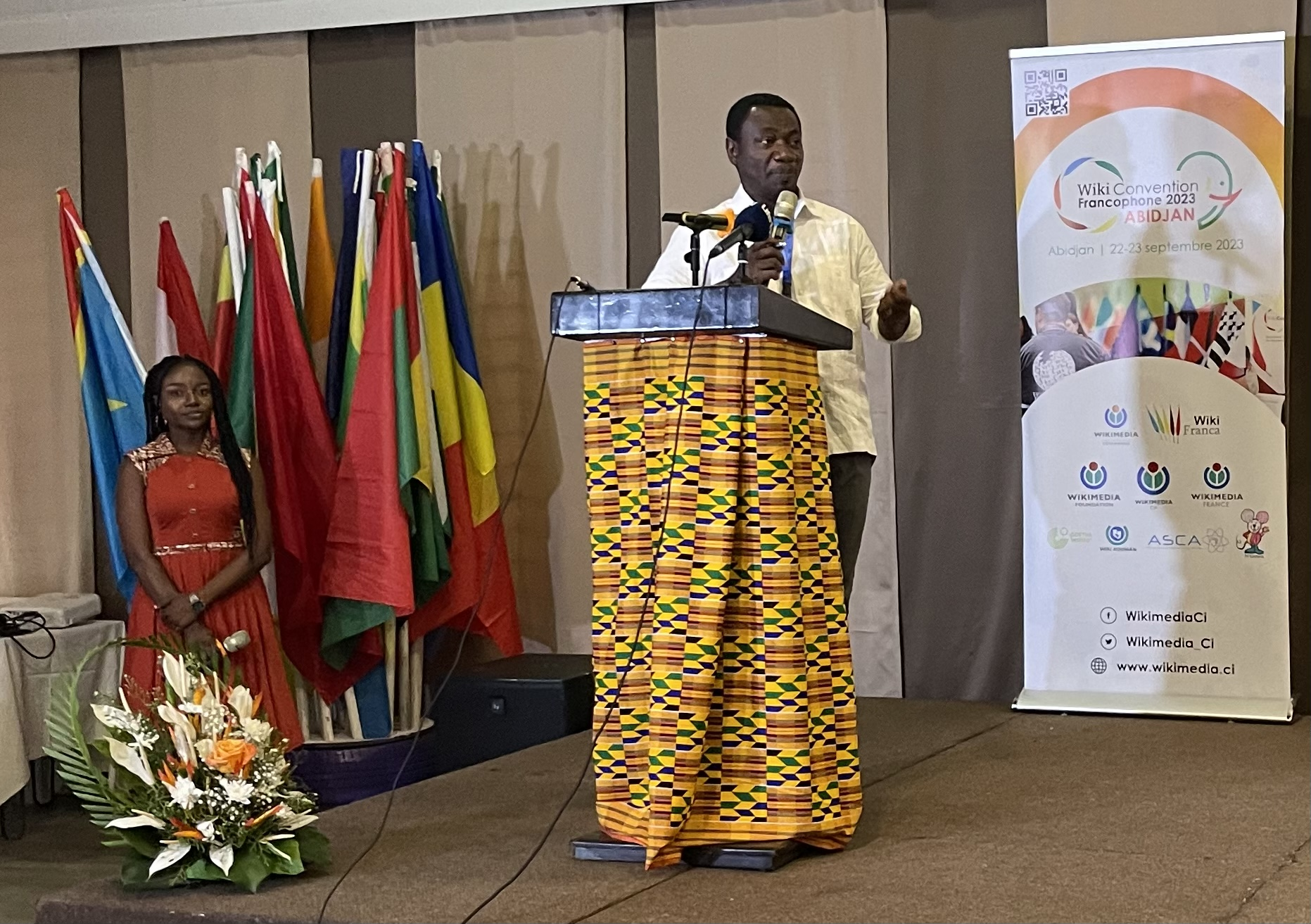
Josué Guébo à la Wikiconvention Francophone d'Abidjan, septembre 2023

Josué Guébo nait à Abidjan le 21 juillet 1972. Il effectue l’essentiel de ses études secondaires et universitaires à Abidjan, sanctionnées par un doctorat en histoire et philosophie des sciences. Enseignant-chercheur à l’université Félix-Houphouët-Boigny d’Abidjan, il est membre de la Société ivoirienne de bioéthique, d’épistémologie et de logique (SIBEL). Guébo a dirigé l’Association des écrivains de Côte d'Ivoire (AECI) de 2011 à 2016,.

## Les lettres

### Premiers pas en littérature
Très tôt, Josué Guébo commence à écrire des poèmes. Le premier semble avoir été composé à l’âge de douze ou treize ans lorsqu’il est au collège à Grand-Bassam. Son intérêt pour la lecture le porte vers les œuvres d’Aimé Césaire, ou celles de Paul Verlaine. Il cultive aussi les grands africains en particulier Bernard Dadié, Léopold Sédar Senghor et Tchicaya U Tam'si qu’il découvre durant son parcours scolaire et universitaire.
Un concours littéraire organisé par l’Association des écrivains de Côte d'Ivoire (AECI), le fait connaître en 2000, pour son  texte Noël, un fusil nous est né. Cependant, La Paix par l’écriture est le recueil collectif au sein duquel Josué Guébo révèle ses premiers textes, après avoir été sacré double lauréat au concours national de littérature Les manuscrits  d’or dans les catégories poésie et nouvelle.

### Style et itinéraire
Josué Guébo est une figure remarquable de l’espace littéraire ivoirien, voire africain. La publication de ses premières œuvres poétiques (L’Or n’a jamais été un métal) ( 2009) « D’un mal quelconque » (2011) , « Carnet de doute » (2011) et « Mon pays, ce soir (My Country, Tonight,) » (2011), constitue le point de départ d’une production littéraire soutenue, variée et  marquée notamment par le Prix Tchicaya U Tam'si ,pour la poésie africaine,, en 2014 avec Songe à Lampedusa.
De la dénonciation de l’assujettissement de la femme en proie à la tyrannie du mâle (D’un mâle quelconque) à la plaidoirie pour un monde plus ouvert et plus juste où, par exemple, le sort des migrants africains ne se jouerait plus à « dos d’un radeau » dans les profondeurs de la méditerranée (Songe à Lampedusa), l’écrivain milite pour un monde harmonieux et plus tolérant dans lequel les différences engendrent le progrès (Le blues des oranges).
Son écriture est marquée par la revendication de la liberté du continent africain vis-à-vis de l’ancienne puissance colonisatrice. Les œuvres les plus emblématiques d’une telle vision sont L’or n’a jamais été un métal, Carnet de doute et Mon pays, ce soir.
S’il refuse l’idée d’une littérature-monde dans laquelle toutes les différences culturelles sont effacées au profit d’un universalisme douteux, Josué Guébo opte pour une écriture de l’interculturalité, par laquelle il revisite les mythes et genres du terroir ivoirien.
Cela lui permet de mettre à hauteur de regard sa vision du monde, comme l’illustrent Aux chemins de Babo Naki et Ô divin Zibody.
L’un des lieux stratégiques de cette écriture de l’interculturalité chez Guébo semble le livre de littérature de jeunesse (Le Père Noël aime l’Attiéké) où la culture occidentale et la culture africaine se côtoient dans une perspective du donner et du recevoir.
Riche d’une multitude de procédés stylistiques, l’écriture de Josué Guébo mêle une  esthétique de la brièveté et de l’allusion à un jeu de symbolisation et du sens figuré assez dense. Sans céder à un formalisme qui se dissocierait de la dynamique militante qui engage toute son écriture, l’écrivain opte pour une rhétorique militante. Sa fameuse formule « Un mot n’est jamais aussi explosif que comprimé »  illustre bien cette idée.
Les 26, 27 et 28 octobre 2022, à la Bibliothèque nationale de Côte d'Ivoire, à Abidjan, l’Observatoire national de la vie et du discours politiques (ONVDP) et le Centre de recherche et d’études en littérature et sciences du langage (Crelis) ont tenu, en une quarantaine de communications, un  colloque international et interdisciplinaire sur les fondements sociaux, politiques, culturels et esthétiques de l’écriture de Josué Guébo.

### Thématiques
L’écriture de Guébo se tourne vers la défense de l’idéal égalitaire. Certains de ses textes  sont marqués par cette revendication. Elle prend des accents de dénonciation, non pas seulement en direction de l’ordre économique international, mais aussi à l’endroit de ses supposés relais locaux. Guébo semble trouver dans l’appel à une Afrique unie, la solution aux écueils par lesquels s’affaisse le continent noir. L’idéal panafricaniste se révèle par endroits  et pose l’unité africaine comme condition de liberté, de succès économique et politique des micro-États africains. Une telle approche semble aller de pair avec une réflexion sur la réalité identitaire.
Celle-ci fait précisément surface dans Le blues des oranges, création dramaturgique, où transparaît le regard de l’auteur sur les crises  identitaires agitant son pays et plus généralement la scène du monde. Pour Guébo « S’il faut à tout prix avoir une couleur, porter vaille que vaille les couleurs et les douleurs d’une équipe » l’on doit soustraire les concepts de « Noir » et de « Blanc » de la chaîne de la compétition ». Guébo semble ainsi militer pour un monde accordé et intégré, où la concorde et le métissage se révèlent voie de salut.

## La philosophie et le transhumanisme
Auteur d’une thèse de doctorat en philosophie en 2010 sur l’objectivité et le  progrès des sciences, dans la perspective poppérienne, Josué Guébo s’intéresse aussi au discours théorique sur les technologies. Pour lui, le débat initié par Popper autour de la question de l’objectivité des sciences – la connaissance sans sujet connaissant – trouve son actualité dans la question de l'intelligence artificielle.
Josué Guébo considère que l’histoire de l’objectivité est surtout celle d’un long effort de construction des standards des sciences cognitives. Il parie ainsi sur l’idée d’une mise en connexion de l’objectivisme idéalisé et des standards de l’intelligence artificielle ; ce qui implique au final de postuler la question de l’objectivité comme lame de fond structurant, de tout temps, le discours sur les sciences. Ses réflexions en lien avec l'objectivité comme lieu d'une « connaissance sans sujet connaissant » mènent ainsi à une réflexion autour de l'intelligence artificielle et de l'homme augmenté.
Dans un ouvrage intitulé « Réflexions sur le transhumanisme, » publié en 2020, Josué Guébo analyse la portée de l’augment bionique en notant que « L'hybridation de l'humain à la machine, les troubles identitaires liés à la probable cohabitation entre sujets naturels et hommes augmentés, l'idée d'une mort réversible par procédé de cryogénisation et les alertes écologiques nées de la passion consumériste du sujet postmoderne, sont autant de questions auxquelles la réflexion, au XXIe siècle, ne peut se soustraire». Il en déduit que de tels « thèmes imposent une réévaluation de l'éthique, de la métaphysique et de la connaissance en général, tout en exigeant un nouveau regard sur la notion d'identité ».
En 2023, initiateur et président de la Société ivoirienne de transhumanisme, il poursuit une réflexion, déjà abordée dans ses précédents travaux. Elle est relative à la portée de l’innovation technologique en général et à celle du transhumanisme en particulier. Guébo penche pour une égalité des chances d’accès aux retombées de la science.

## Œuvres
Poésie
- 2009 : L'or n'a jamais été un métal (Vallesse, Abidjan),
- 2010 : D'un mâle quelconque (Apopsix, Paris),
- 2011 : Carnet de doute (Panafrika/Silex/N.S, Dakar),
- 2011 : Mon pays, ce soir (Panafrika/Silex/N.S, Dakar),
- 2014 : Songe à Lampedusa (Panafrika/Silex/N.S, Paris),
- 2015 : L’Enfant qui disparaît... (Panafrika/Silex/N.S, Paris),
- 2015 : Dapidahoun, chantiers d'espérances (LEN),
- 2016 : My country, tonight (Action Books), trad.Todd Fredson,
- 2016 : Aux chemins de Babo Naki (L'Harmattan, Paris),
- 2017 : Think of Lampedusa(Nebraska Press) trad.T.F.,
- 2017: Aux Chemins de Babo Naki  (L'Harmattan, Paris)[29].
- 2019: Ô divin Zibody (L'Harmattan, Paris)
- 2022: Tchapali de vass (L'Harmattan, Paris)
- 2023: Seuls les oiseaux savent la vérité sur les frontières (L'Harmattan, Paris)

Nouvelles
- 2012 : L'ombre du pont (Balafons, Abidjan; red.Shanaprod, Québec 2018).

Roman
- 2025 : Les bulldozers n'aiment pas les lampadaires (Vallesse, Abidjan).

Jeunesse
- 2013 : Le père Noël aime l'attiéké (Les classiques ivoiriens),
- 2018 : Le père Noël danse le Ziglibity (Eburnie édition),
- 2018 : Pourquoi l'homme,le chien et le chat parlent des langues différentes(Eburnie édition),
- 2018 : Destins de clandestins (Vallesse édition),
- 2019 : Le père Noël va à Gagnoa (Eburnie édition)
- 2020 : Le fils du père Noël (Les classiques ivoiriens)
- 2021 : La fabuleuse leçon de maman Eléphant (Eburnie)
- 2022 : Le secret de N'da (La bibliothèque Planète J'aime Lire).
- 2022 :  Le cache-nez du père Noël (Vallesse)
- 2023 :  Le coq qui ne respectait pas les poules  (Nimba);

Essais et Etudes
- 2015 : Une histoire de l'objectivité : L’objectivité dans les sciences, de Parménide à l’intelligence artificielle (Presses Académiques Francophones),
- 2016 : Les Sommeils des indépendances, Chroniques pour une Afrique intégrée (L'Harmattan, Côte-d'Ivoire),
- 2016 : Dictionnaire des mots et expressions du français ivoirien (L'Harmattan, Paris),
- 2018 : Chroniques africaines et aphorismes (Dhart, Québec).
- 2019 : Chroniques ménéquéresques (L'harmattan, Abidjan).
- 2020 : Réflexions sur le transhumanisme. L'intersubjectivité et l'écosophie  (L'harmattan, Paris).
- 2021 : Considérations poppériennes, sur le langage, l'art, la science et le progrès (L'Harmattan, Paris)
- 2021 : Je crois en Jésus son fils unique  (Continents, Lomé)
- 2021 :  Ainsi parlait Bernard Dadié (Continents, Lomé)

Théâtre
- 2016 : Le blues des oranges  (Les Editions du Net, Suresnes).
- 2021 : Le sacre de Djétéhi   (Vallesse, Abidjan).
- 2025 : Boulevard du 8 mars   (Vallesse, Abidjan).

Ouvrages collectifs
- 2007 : La paix par l’écriture (Vallesse, Abidjan),
- 2010 : Des paroles de Côte d’Ivoire pour Haïti, notre devoir de solidarité (Ceda/Nei),
- 2013 : Monsieur Mandela (Panafrika/Silex/Nouvelles du sud, Paris),
- 2015 : Ce soir quand tu verras Patrice (Panafrika/Silex/Nouvelles du sud, Paris),
- 2017 : Africa Study Bible, NLT (Tyndale house, Carol Stream, Illinois),
- 2018 : Antología Poética Arbolarium de los cinco continentes (Colegio José Max León, Cundinamarca),
- 2019 : Dadié, l'homme de tous les continents. Cent écrivains du monde rendent hommage au centenaire vivant (Eburnie, Abidjan).
- 2019 :  Penser la ville africaine de demain dans le contexte de la mondialisation (Karthala, Paris).
- 2020 : De l'humain au transhumain ? Réflexions sur le transhumanisme (L'Harmattan, Paris).
- 2022 : Arafat DJ. Histoire et légende d'une comète (L'Harmattan, Paris).
- 2022 : Vingt trois poètes pour saluer Azo Vauguy (L'Harmattan, Paris).

## Préfaces
- 2009 : Cœurs d’État, Arsène Angelbert Ablo, (Les Grilles d'or, Lyon), Roman  (ISBN 9782917886199 et 2917886196) ;
- 2012 : Gloire et déclin apocalyptique, Etty Macaire, (Dhart, Montréal), Roman  (ISBN 9782924097069) ;
- 2013 : Quelques danses avec la mort, Serge X Roger, (Edilivre, Paris), Nouvelles  (ISBN 9782332523662) ;
- 2013 : Comment écrire un roman ? : Guide de l'écrivain débutant, François d'Assise N'dah, (l'Harmattan, Paris), Essai  (ISBN 9782343020426 et 2343020426) ;
- 2014 : Rivales, Noun Fare, (Awoudy, Lomé), Roman  (ISBN 9791091011266) ;
- 2014 : Wandi Bla !, Konan Roger Langui, (Editions Didiga, Abidjan), Poésie  (ISBN 978-2-37220-000-4) ;
- 2014 : Le Noir n'est point noir, Albert Debony, (Balafons, Abidjan), Poésie  (ISBN 978-2-312-04827-7) ;
- 2015 : Mes précieuses laudatives, Kessé Marc-Antoine Brou, (Harmattan Côte-d'Ivoire, Abidjan), Poésie  (ISBN 978-2-343-04984-7) ;
- 2015 : Ce soir quand tu verras Patrice (Panafrika/Silex/Nouvelles du sud, Paris), Poésie  (ISBN 978-2-912717-78-8) ;
- 2015 : La chaîne des soupirs, Jean-Baptiste Adou, (Balafons, Abidjan), Poésie  (ISBN 9782373260571) ;
- 2015 : Mil neuf cent quatre-vingt-dix, Henri Michel Yéré, (Panafrika/Silex/Nouvelles du sud, Paris), Poésie  (ISBN 9782912717771) ;
- 2015 :  Délice de renégat , Julien Anaki, (l'Harmattan, Paris), Poésie  (ISBN 978-2-343-08635-4);
- 2016 :  La mère rouge , Marshall Kissy, (Eden, Abidjan), Poésie  (ISBN 9791095869023) ;
- 2016 :  La seconde chance, Marie Ella Kouakou, (NENA, Dakar), Roman  (ISBN 978-2-37015-545-0) ;
- 2016 :  En mon domaine , Didier Serrurier, (Edition du Géant, Lille), Poésie  (ISBN 9791095855002) ;
- 2016 :  Latitudes féminines , Essie Kelly, (Edilivre, Paris), Nouvelles  (ISBN 9782334186957) ;
- 2016 :  Je veux vivre  Innocent Adio, (LEN, Paris), Poésie  (ISBN 9782312043197) ;
- 2017 : Douleur intime , Fatou Diomandé (Vallesse, Abidjan), Roman  (ISBN 9782916532608) ;
- 2017 :  A moi les tisons survivants, Séry Bailly, (Maieutique, Paris), Poésie  (ISBN 9791093885056) ;
- 2018 : Qui a tué Zézé,  Voho Sahi, (L’Harmattan, Paris), Théâtre  (ISBN 978-2-343-14283-8) ;
- 2018 : Senteur des fleurs fanées , Komlan Djondo, (Awoudy, Lomé), Poésie  (ISBN 9782373160642) ;
- 2020 : La Baronne, Patricia Hourra, (Continents, Lomé), Roman  (ISBN 978-2-918706-47-2) ;
- 2020 : Sodome, Julien Anaki, (L'Harmattan, Paris), Roman  (ISBN 978-2-343-19692-3) ;
- 2021 : Croire, Israël Guébo, (Espérance, Abidjan), Autobiographie  (ISBN 979-10-95109-02-0);
- 2023 : L’orpheline, la gourde et le boa, Aghimaney, (Papyrus, Bouaké), Conte  (ISBN 9 782490 574308);
- 2025 : Mon Sahel n'est pas errance , Arona Soumaré, (Abis Éditions, Dakar), Poésie  (ISBN 9782378540715)

## Distinctions

### Distinctions littéraires
- 1998 : Prix du concours d’écriture RFI « 3 heures pour écrire »
- 2000 : Premier Prix national de poésie AECI pour « Noël, un fusil nous est né »
- 2007 : Premier Prix de Poésie « Les Manuscrits d'or » pour « C’était hier »
- 2007 : Premier Prix de nouvelle « Les Manuscrits d'or » pour « Confidences d’une pièce de 25 Francs »[30].
- 2014 : Prix Tchicaya U Tam'si[31],[32] pour la poésie africaine[33].
- 2017 : Grand prix national Bernard Dadié [34]de la littérature [35].
- 2023 : Prix Jeanne de Cavally pour la littérature enfantine [36],[37].

### Autres distinctions
- 2012 : Chevalier du Mérite culturel ivoirien.

## Citation
« Un mot n'est jamais aussi explosif que comprimé !... »